# بني مليك (اليمن)
تقع بني مليك في محافظة إب مديرية مذيخرة هي بلاد جبلية تشتهر بزراعة القمح والبن والجوافة والكراث وتتكون من أربعة مماسي هي الجبال وهي المركز واشحيم والقبن والعدري وعدد سكانها حوالي 6000 فرد معظمهم يعتمدون في دخلهم على الاغتراب في الخارج  وعلى الزراعة والري والرعي كما تزرع العديد من الفواكه والخضروات مثل الكراث والجرجير والطماطم وغيرها وفي بني مليك أماكن أثرية وجبال مرتفعة تارخية كا جبل أو حصن ريمة  الذي كان قلعة للعاصمة الدولة القرمطية مذيخرة ويبلغ  ارتفعه بحولي ألفين و ثلاتمائة متر عن سطح البحر.
وجبل يسمى الشبوة